# Ectopatria umbrosa
Ectopatria umbrosa är en fjärilsart som beskrevs av Ham 1903. Ectopatria umbrosa ingår i släktet Ectopatria och familjen nattflyn. Inga underarter finns listade i Catalogue of Life.